# Cheryl (cantante)
Cheryl Ann Tweedy (Newcastle, Inglaterra; 30 de junio de 1983), conocida inicialmente en Girls Aloud como Cheryl Tweedy, luego como Cheryl Cole (por el apellido de su primer marido), luego cambió por menos de 2 años al nombre público de Cheryl Fernandez-Versini (por el brevísimo matrimonio con su segundo marido) y después de esa separación eligió ser conocida simplemente como Cheryl, es una cantante y actriz británica, integrante del quinteto británico Girls Aloud, formado en 2002 a partir de Popstars: The Rivals.
Con Girls Aloud, Cheryl ha conseguido estar en 21 ocasiones consecutivas dentro  del Top 10, mejores ventas británica (llegando a posicionarse No.01 en cuatro ocasiones);  Dicho grupo ha sido nominado en cuatro ocasiones a los Brit Awards, consiguiendo el primero de ellos en 2009; con el sencillo «The Promise» como mejor canción del año.
En octubre de 2009, Cheryl  publicó «Fight for This Love», su primer sencillo como solista. a la vez que firmó contratos con Elle, Harper's Bazaar y L'Oréal. La canción alcanzó el puesto número 1 en el Reino Unido y en Irlanda y fue reconocida como la tercera canción con las ventas más rápidas en su primera semana de todo el año 2009 (292.845 copias)[cita requerida]. El sencillo ha sido el cuarto más vendido del año en Reino Unido por detrás de «Poker Face» y «Just Dance» de Lady Gaga y «I Gotta Feeling» de Black Eyed Peas. Fue nominado en la categoría de mejor sencillo del año en los Brit Awards de 2010.
Cheryl comenzó a desarrollar su carrera como solista y lanzó su primer álbum de estudio, 3 Words (2009), el cual se convirtió en un éxito comercial y generó tres sencillos los cuales alcanzaron gran popularidad; el primero de ellos, "Fight for This Love", que debutó en el número uno de las listas de Reino Unido, convirtiéndose en el sencillo más vendido de dicho año. 
En 2010 se produce el lanzamiento del segundo álbum de estudio de Cheryl, Messy Little Raindrops, en el cual presentó dos sencillos:"Promise This", y "The Flood"; de los cuales el segundo alcanzó el primer lugar en las listas de "mejor vendidos en Inglaterra".
Posteriormente, Cheryl lanzó su tercer álbum en solitario, A Million Lights, (junio de 2012). Este álbum incluye el sencillo "Call My Name", que llegó a convertirse en el tercer lanzamiento que realizase y llegase a estar en el récord No.1 de ventas en su país.
Después del éxito obtenido, Cheryl realizó Only Human (2014) álbum cuyos tres sencillos con mayor popularidad fueron: "Crazy Stupid Love", "I Don't Care " y "Only Human". Con este álbum, la cantautora llegó a ser al número uno en Reino Unido con dos de los sencillos más relevantes del álbum.
Con todos estos lanzamientos exitosos Cheryl llegó a ser la primera mujer británica en obtener cinco veces el primer lugar de ventas británico, cetro que mantendría hasta el 2018 cuando Jess Glynne igualó su marca.

## Carrera

### Primeros años

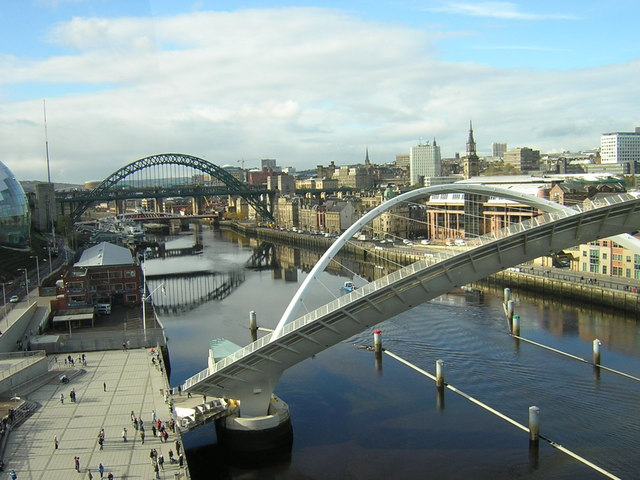
Fotografía de Newcastle upon Tyne ciudad natal de Cheryl.

Desde muy pequeña, Cheryl mostró interés por el mundo del espectáculo,  siendo inducida por su madre a participar en este medio. Apareció por primera vez en televisión en 1990 en un comercial de British Gas.  Desde muy pequeña empezó a conseguir méritos en la danza y accedió a la edad de 9 años a la importante compañía de ballet Royal Ballet. Además ganó competiciones en el ámbito del modelaje, saliendo en catálogos de revista en ropa infantil. Ella asistió al colegio Walker Comprehensive en Newcastle entre septiembre de 1994 hasta julio de 1999 se fue de allí con poca preparación a los 16 años. Allí fue suspendida dos veces; la primera por una pelea con otro alumno y la segunda por tomar posesión de un autobús sin permiso. En 1999 trabajó como camarera en un restaurante.

### 2002– 2009 Popstars the rivals y Girls Aloud

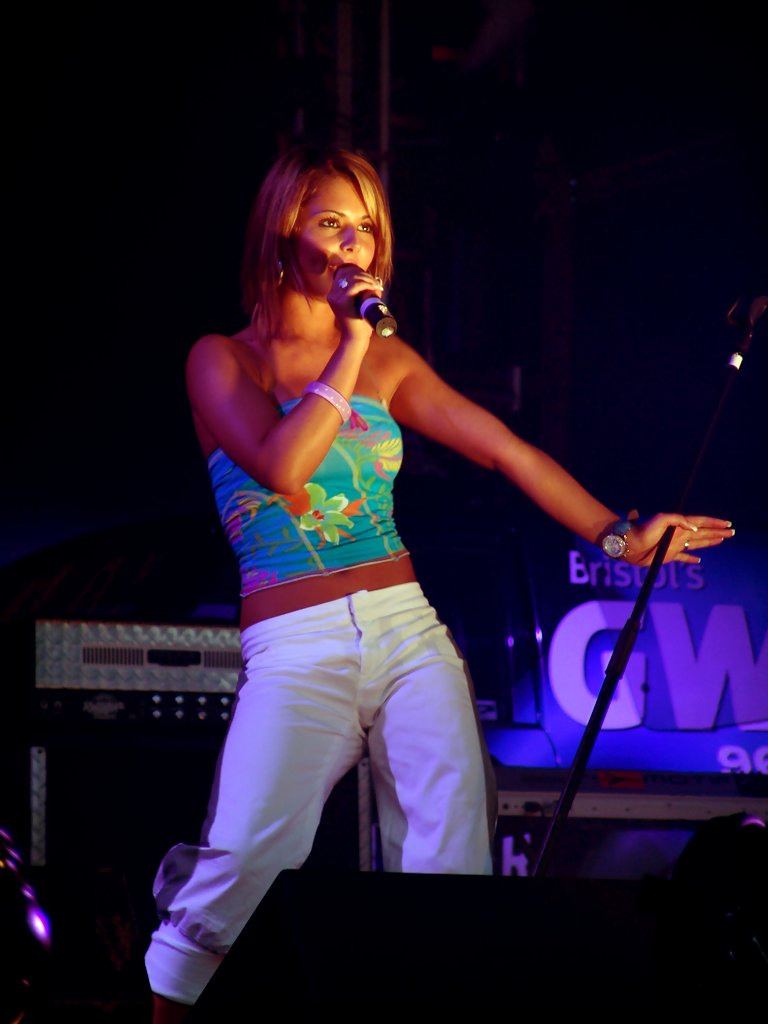
Cheryl en una presentación con Girls Aloud 2005

Cheryl audicionó con la canción "Have You Ever" del grupo S Club 7 para el Reality show de la cadena inglesa ITV1 Popstars The Rivals en 2002. Este programa siendo la segunda versión británica de la franquicia Popstars, vería la creación de dos grupos rivales, una banda masculina y otra femenina, cada una conformada por 5 miembros, los cuales competirían entre ellos para ocupar el primer puesto en la tabla de sencillos navideños de Inglaterra. Miles de concursantes asistieron a las audiciones en varias partes del Reino Unido con la esperanza de ser seleccionados. Diez mujeres y diez hombres fueron escogidos como finalistas por los jurados Louis Walsh, Pete Waterman, y la ex Spice Girls, Geri Halliwell. Dichos finalistas se tomaron el escenario los sábados por la noche (alternando semanalmente entre mujeres y hombres). Cada semana el concursante con la menor cantidad de votos telefónicos era eliminado, hasta que al final los grupos finalistas se completaban.

#### "Popstars The Rivals": Presentaciones
| Presentación | Canción                 | Resultados |
| ------------ | ----------------------- | ---------- |
| Audición     | Have You Ever           |            |
| Semana 2     | Now That I've Found You | Salvada    |
| Semana 4     | You're Still The One    | Últimas 4  |
| Semana 6     | Nothing Compares to You | Últimas 2  |
| Semana 9     | Right Here Waiting      | Clasifica  |

Girls Aloud se formó el 30 de noviembre de 2002, frente a millones de televidentes. Anunciadas en orden por Davina McCall la primera seleccionada fue Cheryl, seguida por Nicola Roberts, Nadine Coyle, Kimberley Walsh y Sarah Harding. Esta última dejaría fuera de la banda a la favorita de muchos Javine Hylton.
Luego de hacerse un lugar en el grupo, el reto de Cheryl y las otras cuatro chicas era conseguir el puesto más alto en las listas navideñas británicas con el sencillo debut de Girls Aloud, "Sound of the Underground" producido por Brian Higgins y Xenomania. La canción estuvo cuatro semanas consecutivas el primer puesto, haciendo de Girls Aloud la banda ganadora del reality sobre la banda masculina "One True Voice". En marzo del 2003 el sencillo le dio a la banda platino certificado.
Girls Aloud ha sido la banda femenina con más éxito hasta la fecha en las listas británicas. Además, está en el Libro Guinness por ser la banda que salió de un reality con mayor éxito continuo.

### 2009-10: 3 Words y Messy Little Raindrops

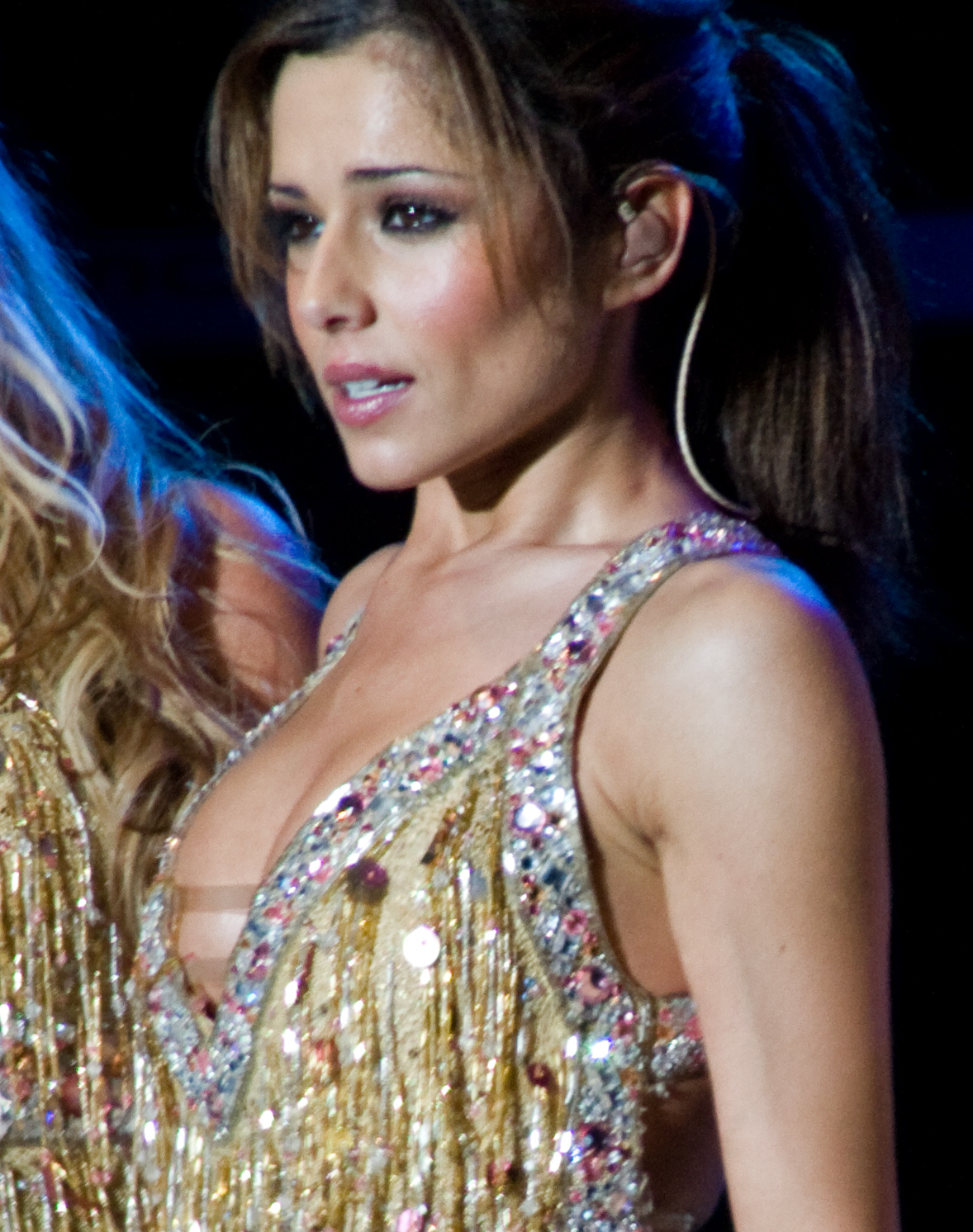
Cheryl Cole en 2008

Luego de que en el 2008 Cheryl apareciera junto a will.i.am en Heartbreaker y posteriormente se anunciara la separación temporal de Girls Aloud, Cheryl trabajó arduamente en su primer trabajo discográfico como solista titulado '3 Words', en el cual tuvo colaboraciones de will.i.am, Fraser T. Smith, Syience, Soulshock & Karlin, Taio Cruz, Wayne Wilkins, y Steve Kipner. Casi todo el disco es producido por will.i.am. El álbum fue grabado en Los Ángeles y Londres.
El estilo musical de 3 Words mezcla R&B contemporáneo, pop dance y un sonido pop en general. Aunque intenta diferenciarse del pop que tenía con Girls Aloud. Taio Cruz se encargó de dos canciones de Cole, entre ellas, "Break Your Heart", la cual fue escrita especialmente para Cole, pero el jefe del sello Polydor, Ferdy Unger-Hamilton sentía que la canción era demasiado similar a Heartbreaker, la pista de Cheryl hizo con Will.i.am y fue descartada del álbum.
3 Words duró dos semanas en el puesto número 1 de la lista británica y el 6 de noviembre, el álbum fue certificado en platino por BPI gracias a la venta de 300.000 unidades.
El primer sencillo del álbum fue Fight for This Love, canción escrita por Andre Merritt, Steve Kipner y Wayne Wilkins, producida por Steve Kipner y Wayne Wilkins. Según Cole fue elegida como primer sencillo, porque sintió una conexión con esta.
Gracias a su presentación en el concurso británico El Factor X el sencillo consiguió ser el cuarto sencillo más vendido de 2009 en el Reino Unido. Además fue número 1 en las listas británicas e irlandesas. En 2010, "Fight For This Love" llegó al número uno en Dinamarca, Noruega y Hungría.
El segundo sencillo del Álbum fue 3 Words que cuenta con la participación de will.i.am, llegó al número 4 en el Reino Unido y 7 en Irlanda.En 2010, el sencillo fue lanzado en Australia y llegó al número 5 ganando un certificado platino en dicho país. El tercer y último sencillo del álbum fue "Parachute" entrado en el top 5 de los charts del Reino Unido, Irlanda y Polonia.
En marzo de 2010 Cole empezó a trabajar en su segundo álbum, el cual sería lanzado el 1 de noviembre del 2010, titulado "Messy Little Raindrops"El primer sencillo del álbum fue "Promise This", lanzado el 24 de octubre de 2010 se convirtió en su segundo número 1. Su segundo sencillo "The Flood", si bien quiso alcanzar la popularidad de su antecesor, no logró siquiera entrar en un top 5.

### 2011-2013 A Million Lights y Girls Aloud

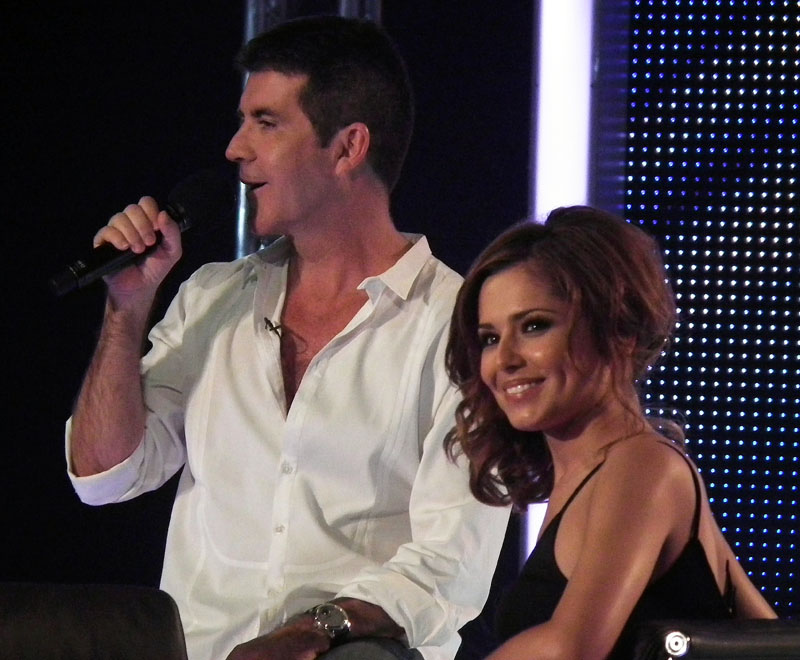
Cole junto con Simon Cowell en The X Factor

En el 2011, Cheryl se concentró en ser parte de X Factor USA, pero a la final no fue parte del equipo y solo salió en dos episodios del show, posterior a esto tuvo unas pequeñas vacaciones alejada de los medios, además interpuso una tutela en donde los medios no pueden molestarla en ciertos lugares que ella considera privados. A mitad del 2011 reaparece en público con un nuevo look, y dedica todo su tiempo al que sería su siguiente Álbum A Million Lights.
En 2012 empiezan a salir rumores de una posible canción de Cheryl con Calvin Harris, rumor que se confirmó con el tiempo se transformó en el primer sencillo de su tercer álbum, dicha canción se llamó Call My Name, a su vez Cheryl empezó una campaña mediática para promocionar dicho sencillo, además abandona su apellido de casada "Cole" para ser llamada solo "Cheryl".
"Cheryl is Back!" en español "¡Cheryl está de regreso!", así se anuncia en su página web oficial. La británica confirmó, que el 18 de junio del 2012 saldría su tercer disco de estudio, con el título A Million Lights. Con este nuevo proyecto la británica repitió su rotundo éxito logrado gracias a sus dos anteriores trabajos, A Million Lights consiguió el segundo lugar en ventas en su natal Reino Unido solo superado por Justin Bieber con su álbum Believe.
En junio del 2012 se presentó con su amigo Gary Barlow en la ceremonia de Jubileo por los 60 años de reinado de Isabel II, en dicha presentación Cheryl fue criticada por la prensa y el público en general. A finales del 2012 Cheryl regresa con Girls Aloud, con quienes lanzó un Álbum de grandes éxitos ' Ten' y embarcó un tour por Reino Unido e Irlanda;  'Ten - The Hits Tour 2013'  el cual duro de febrero a marzo del 2013. Luego de su última fecha la banda decidió separarse. Posterior a esto Cheryl anunció que se tomaría una pausa del mundo del espectáculo.

### 2014-presente: Only Human y regreso deThe X Factor
El 27 de mayo de 2014, Cheryl anunció en una entrevista con Hello! Magazine que su cuarto álbum de estudio sería lanzado en noviembre, precedida por primer sencillo «Crazy Stupid Love». El 29 de mayo de 2014, se confirmó que Cheryl se estrenaría el sencillo, que cuenta con la colaboración de Tinie Tempah el 2 de junio en BBC Radio 1, Capital FM y KISS FM, con el vídeo que se estrenó el lunes siguiente, 9 de junio. En 2014 vuelve a presidir la mesa de jueces de Factor X en el Reino Unido.
"Crazy Stupid Love" debutó en el número 1 de la lista de ventas inglesas con 118.000 copias vendidas en su primera semana. También consiguió debutar como número 1 en Irlanda y Escocia. En España, el primer sencillo de su nuevo álbum "Only Human" debutó en el número 39 de PROMUSICAE, convirtiéndose en su mayor éxito en España desde "Fight for this love". El siguiente sencillo del álbum es "I don't care" canción compuesta por ella misma y por artistas de la talla de Jocke Åhlund, Bonnie McKee y John Newman. Cheryl aprovechando su figura de jurado en X Factor, realizó una actuación en directo para presentar su sencillo. 
Su nuevo álbum llamado "Only Human" ha recibido críticas positivas y mixtas y su fecha de publicación fue el 7 de noviembre de 2014. En él, han participado en la composición artistas como el vocalista de OneRepublic, Ryan Tedder, su compañera de grupo y amiga, Nicola Roberts, Liam Payne (Vocalista de la exitosa banda británica One Direction), Sia y los ya mencionados John Newman y Bonnie McKee entre otros muchos.
"I don´t care" debutó en el número 1 del Uk Charts lo que la hizo ser la mujer británica con más números uno en la historia de las listas de ventas en Reino Unido, superando a Geri Halliwell y Rita Ora, ambas con 4 números 1 como solistas. Los anteriores números 1 de Cheryl fueron: "Fight for this love", "Promise this", "Call me name" y "Crazy Stupid love". En el conteo de todos sus sencillos número 1 en Reino Unido, se unen además de los 5 como solista, 4 más conseguidos con Girls Aloud. Su nuevo álbum "Only Human" ha debutado en la posición número 7 en Reino Unido, con un total de 22.000 copias vendidas, convirtiéndose así en el disco de Cheryl con un debut más bajo en los charts ingleses. En Irlanda, el disco debutó en la posición número 9.

## Voz
Cheryl posee el rango vocal de una mezzo-soprano, cuando se presentaba con Girls Aloud la obligaron a subir más allá de su rango pero como solista afirma que se siente más cómoda en una gama más baja Cheryl habló sobre su capacidad vocal diciendo "Yo soy muy consciente de mi capacidad, sé que no soy Mariah Carey, pero pienso que la emoción de la canción es lo que importa.
Desde que empezó a trabajar como solista se le ha acusado varias veces de utilizar Lip sync. Iniciado con su primera presentación de Fight for This Love en el X Factor, lo cual ella ha negado pero si reconoce que las presentaciones con grandes coreografía tienen voces pregrabadas pero que siempre canta en vivo. Durante su segunda presentación en Factor X en 2010, mostró su capacidad para cantar y bailar siendo aplaudida por sus compañeros jueces. Un representante de ITV negó los rumores pero afirmó que había partes pregrabadas En mayo del 2012 se reportó que Cheryl actuaría en The Voice UK donde interpretó Call My Name, el cual recibió distintos comentarios tantos positivos como negativos, la principal controversia fue dada cuando se informó que los ejecutivos de The Voice editan las voces de los artistas que se presentan en el show para que suenen un poco mejor. Aun así, Cheryl salió bien librada, ya que a pesar de que algunos la acusaron de hacer Lip sync recibió más críticas positivas siendo felicitada por Emma Bunton y will.i.am

### Influencias y estilo musical
Para su álbum debut 3 Words se mostró el interés de Cheryl por la música Dance demostrando de entrada la diferencia musical con su banda Girls Aloud, el sonido de este se mezcla entre pop contemporáneo R & B, dance, house y un sonido pop más general. por otro lado Messy Little Raindrops el segundo álbum de Cheryl se enfatiza un poco más en el sonido pop y Dance, ella describió el álbum como "más emocionante, muy personal, muy yo", estos dos definirían el sonido de Cheryl el cual es remarcado en su tercer disco A Million Lights, donde retoma sonidos como R & B, dance e incorporó sonidos como el Dubstep
Desde el inicio de su carrera y en varias entrevistas Cheryl, afirmó que Britney Spears, es una de sus mayores influencias, entre otras celebridades se encuentra Beyoncé la cual admira tanto como por su trabajo artístico como en su forma de vestir en una entrevista Cheryl dijo "Amo a Beyoncé, creó que ella es una persona hermosa por dentro y por fuera, lo que hace en el escenario, es obviamente increíble y apasionado. ella es mujer enriquecedora".[cita requerida] En los primeros años con Girls Aloud Cheryl también nombró otras Divas del pop como Kylie Minogue y la banda TLC en especial a la integrante Lisa "Left Eye" Lopes diciendo "Yo quería ser Lopes 'Left Eye' Lisa de TLC - Yo solía usar pantalones anchos y forestales como una Tomboy".

## Otros proyectos

### Colaboración con Will.i.am
A principios del 2008, Cheryl fue seleccionada para colaborar con el cantante Will.i.am en su canción Heartbreaker. La aparición de Cheryl Cole en el video vino como consecuencia de un especial de TV "Passions of Girls Aloud". En el programa Cole aprendía a perfeccionar los bailes urbanos (Street dance). La compañía de grabación sugirió a Will.i.am que Cole sería la mejor apuesta como bailarina para su video. Después de reunirse con ella Will.i.am admitió que la idea era perfecta, además quiso que Cheryl también cantara con él. El dúo se realizó, y ambos realizaron una actuación inédita en el "Show de Graham Norton". En una aparición promocional a GMTV Will.i.am dijo "Cheryl es más caliente que Nelly Furtado", "me ha encantado trabajar con ella". Will.i.am ha trabajado en todos los álbumes solista de Cole siendo el principal productor de 3 Words y colaborado en Messy Little Raindrops y A Million Lights.

### The X Factor

#### The X Factor UK
El 10 de junio de 2008 se anunció oficialmente que Cheryl, sustituiría a Sharon Osbourne como jurado en el concurso musical y programa más visto del Reino Unido, Factor X El concurso empezó el 16 de agosto con sus respectivos casting, una vez seleccionados los concursantes, se repartieron las categorías a Cheryl se le otorgó la categoría de las chicas (Menores de 25), la cual fue triunfadora ese año gracia a Alexandra Burke, además Cheryl fue seleccionada como mejor mentora del concurso.
En 2009 regresa como juez en este año es mentora de los chicos (Menores de 25 años), ganando popularidad como mentora, al ganar Joe McElderry otro miembro de su grupo por segundo año consecutivo. En 2010 regresa a ser mentora de las chicas (Menores de 25 años) esta vez quedando en segundo lugar con Rebecca Ferguson y en cuarto lugar con Cher Lloyd.
Con la participación de Cheryl y Simon Cowell en la versión estadounidense y la retirada de Dannii Minogue por otros planes se anunció el 30 de mayo del 2011 que los nuevos jueces serían Gary Barlow, Kelly Rowland y Tulisa Contostavlos. En 2012 regresa al show como invitada por Gary Barlow a la etapa del show conocida como "la casa de los jueces" donde ayudó a elegir los participantes que Gary Barlow apadrinaría.
En 2014, tras su fallido paso por Factor X USA, regresa a Factor X Reino Unido en la que volverá a ser juez principal en la mesa acompañada de Louis, Mel B y Simon Cowell.

#### The X Factor E.U.A
A comienzos de 2011 hubo rumores sobre la posible participación de Cheryl en la versión estadounidense del Factor X. Los cuales fueron confirmados en mayo de ese año, al ser nombrada juez junto a Simon Cowell, L.A. Reid, y Paula Abdul Más tarde ese mismo mes TMZ.com publicó que Cheryl fue despedida del Show debido a su fuerte acento británico y falta de empatía con Paula Abdul. En 2012 Cheryl aclaro estos rumores en su autobiografía "Cheryl: My Story" donde afirma que después del primer día de grabación se le preguntó si quería volver a la versión británica del show y luego de 3 semanas de grabación fue despedida y unas de las excusas dadas fue su acento de Geordie. Cheryl fue remplazada por la ex Pussycat Dolls, Nicole Scherzinger. en su rol de juez.
En 2013 Cheryl interpone una demanda a los productores del show, la cual gana y se va con una cifra de $2.3m. 

## Vida personal
En junio del 2010 Cheryl contrajo la malaria en un viaje a Tanzania. La enfermedad fue descubierta cuando Cheryl se derrumbó durante una sesión de fotos.
En Piers Morgan: Life Stories, Cheryl le dijo a Piers Morgan que su médico le había dicho que solo tuvo 24 horas para salvarse. Durante la entrevista, ella también habló de Derek Hough y declaró abiertamente que Hough le había salvado la vida aconsejándole que se sometiera a un análisis de sangre. El 7 de julio de 2014 se casó con Jean Bernard Fernández-Versini después de tres meses de noviazgo. Tras un año de matrimonio, Cheryl y Jean anunciaron a principios de 2016 que se iban a divorciar. Poco después comenzó una relación con el también cantante Liam Payne, con el que tiene un hijo, Bear Payne, nacido el 22 de marzo de 2017. En julio de 2018 y tras dos años de relación, la pareja decidió separarse.

## Filantropía
Además de su carrera musical, Cheryl es una filántropa que ha contribuido en varias obras humanitarias y de caridad. Especialmente en RU, En marzo del 2009, Cheryl subió al Monte Kilimanjaro, en compañía de su compañera de banda Kimberley Walsh en beneficio de Comic Relief. La caminata recaudó £ 3.4 millones para la caridad. Entre el 3 de febrero y 23 de marzo de 2009, Cheryl recaudó fondos para Comic Relief, proporcionando la voz para BT reloj hablador.
Desde febrero del 2011 existe su propia fundación cocreada con The Prince's Trust (fundación creada por el Príncipe Carlos), la cual busca ayudar a jóvenes de bajos recursos en la región natal de Cheryl. En junio de 2011 Cheryl se une a una campaña con ASOS, donde dona 20 vestidos que se han destacado en su carrera los cuales fueron subastados para conseguir fondos para la fundación de ASOS.

## Discografía

### Álbumes junto aGirls Aloud
| - 2009: 3 Words - 2010: Messy Little Raindrops - 2012: A Million Lights - 2014: Only Human | Sencillos - 2009: «Fight for This Love» - 2009: «3 Words» (ft.Will.i.am ) - 2010: «Parachute» - 2010: «Promise This» - 2011: « The Flood» - 2012: «Call My Name» - 2012: «"Under the Sun"» - 2014: «"Crazy Stupid Love"» (ft.Tinie Tempah ) - 2014: «"I Don't care"» - 2015: «"Only Human"» - 2018: «"Love Made Me Do It"» | Sencillos de caridad - 2008: «Everybody» ( Sencillo de caridad Haití ) Colaboraciones - 2010: «Heartbreaker» (de will.i.am ) - 2010: «Check It Out» (UK Special Mix) (Nicki Minaj & will.i.am) |

## Giras
- 2012 A Million Lights Tour

Como artista telonero:
- The Black Eyed Peas' The E.N.D. World Tour[79] (Europa, 2010)

## Premios
| Año  | Premio                             | Candidato              | Categoría              | Resultado |
| ---- | ---------------------------------- | ---------------------- | ---------------------- | --------- |
| 2007 | Nickelodeon UK Kids' Choice Awards | Cheryl Cole            | Mejor artista fememina | Nominada  |
| 2009 | Cheryl Cole                        | Mujer más sexy         | Ganadora               |           |
| 2009 | Cheryl Cole                        | Leyenda del año        | Nominada               |           |
| 2010 | Brit Awards                        | Canción del año        | «Fight For This Love»  | Nominada  |
| 2010 | BT Digital Music Awards            | Mejor artista femenina | Cheryl Cole            | Ganadora  |
| 2010 | BT Digital Music Awards            | Mejor canción          | «Fight For This Love»  | Ganadora  |